# Ливи, Дэн
Дэн Ливи (англ. Dan Leavy, родился 23 мая 1994 в Дублине) — ирландский регбист, выступавший на позиции фланкера. Брат регбиста Адама Ливи.

## Биография
Окончил колледж Святого Михаила и Дублинский университетский колледж (2017 год, степень в области бизнеса и права). Играл за регбийную команду колледжа «ЮКД» во Всеирландском чемпионате. Занимался регби в академии «Ленстера», дебютировал в октябре 2014 года в матче против «Эдинбурга», в апреле 2015 года заключил полноценный контракт с клубом.
Ливи дебютировал в сборной Ирландии 12 ноября 2016 года в игре против Канады, выйдя на замену. 18 марта 2017 года был включён в заявку на матч против Англии после того, как на тренировке повредил лодыжку Джейми Хислип. 17 июня 2017 года впервые вышел в стартовом составе на матч против Японии. Сыграл все пять матчей Кубка шести наций 2018 года, выйдя на замену в первом матче и сыграв ещё четыре матча полностью. 10 ноября 2018 года сыграл последнюю игру за сборную против Австралии, проведя итого 11 встреч и набрав 15 очков (три попытки). На чемпионате мира 2019 года не сыграл из-за травмы колена.
5 апреля 2022 года Ливи объявил о завершении карьеры по состоянию здоровья